# Man or Astro-man?
Man or Astro-man? és un grup de surf rock estatunidenc que es va formar a Auburn a principis de la dècada del 1990. Els membres del grup mai no han reconegut públicament la seva veritable identitat i afirmen que són extraterrestres enviats a la Terra per tocar música surf.

## Història
Man or Astro-man? va enregistrar deu àlbums entre 1993 i 2001, una considerable quantitat d'EP i senzills i nombroses contribucions a àlbums recopilatoris de diversos artistes. Molts dels senzills estaven disponibles en diversos colors de vinil, alguns amb fins a sis variacions. El seu llançament de 2001, Beyond the Black Hole, és una versió remesclada d'un dels seus àlbums anteriors, What Remains Inside a Black Hole.
El seu novè àlbum Defcon 5... 4... 3... 2... 1 va publicar-se en forma de descàrrega digital el 24 d'abril de 2013.
La música generalment instrumental de Man or Astro-man? combina la música surf de principis dels anys 1960 a l'estil de Dick Dale i The Spotnicks, amb les sonoritats new wave i punk rock de finals dels anys 1970 i principis dels anys 1980. El grup és conegut per les seves referències anacròniques a temes de ciència-ficció, el mostratge, l'ús de dispositius electrònics com sintetitzadors, theremins i bobines de Tesla, les actuacions en directe vigoroses i el seu so abstracte i experimental.

## Discografia

### Àlbums d'estudi
- Is It ... Man or Astroman? LP/CD (Estrus Records – 1993)
- Project Infinity LP/CD (Estrus Records – 1995)
- Experiment Zero LP/CD (Touch & Go Records – 1996)[15]
- Made from Technetium LP/CD (Touch & Go Records, One Louder, i Au-Go-Go Records, 1997)
- EEVIAC Operational Index and Reference Guide, Including Other Modern Computational Devices LP/CD (Epitaph Europe i Touch &amp; Go Records – 1999)[16]
- A Spectrum of Infinite Scale 2x10"/CD (Epitaph Europe i Touch & Go Records – 2000)
- A Spectrum of Finite Scale Tour-Only CD (Zerotec – 2001)
- Defcon 5...4...3...2...1 LP/CD (Warm Electronic Recordings/Chunklet Industries – 2013)

### Àlbums en directe
- Live Transmissions from Uranus LP-picture disc/CD (One Louder Records – 1995), LP/CD (Homo Habilis Records – 1995)[17]
- Live at Third Man Records (Third Man Records – 2017)

### Àlbums recopilatoris
- Destroy All Astromen! LP/CD (Estrus Records – 1994)
- What Remains Inside a Black Hole LP/CD (Au-Go-Go Records – 1996)
- Intravenous Television Continuum LP/CD (One Louder Records – 1996)
- Beyond the Black Hole CD (Estrus Records – 2001)

### Compartits
- 7" amb Teenage Caveman Kill Geeksville (Worry Bird Records – 1994)
- 7" amb Huevos Rancheros The Various Boss Sounds from Beyond the Far Reaches... and Then Some! (Get Hip Records – 1994)
- 7" amb Girls Against Boys Cheap Sweaty Fun & TJ's Xmas (Unknown record label – 1994)
- 7" with Anachronauts Disjointed Parallels (Eerie Materials – 1995)
- 7" amb Chrome Gearhead Magazine Insert (Gearhead – 1996)
- 7" amb Pavement Schoolhouse Rock! Rocks (Atlantic Records/Lava Records – 1996)
- 7" amb Jonny and the Shamen Two Blood-Soaked Space-Horror Hits!! (Loch Ness Records – 1999)